# Duitsland op het wereldkampioenschap voetbal 2006
Duitsland was een van de deelnemers aan het Wereldkampioenschap voetbal 2006, dat in eigen land gespeeld werd. Het land nam voor de zestiende keer in de geschiedenis deel. Tussen 1954 en 1990 speelde het echter mee als West-Duitsland. In die periode werd driemaal de wereldtitel gewonnen. Vanaf 1954 miste Duitsland geen enkel WK.

## Kwalificatie
Als organiserend land speelde Duitsland als enige land aanwezig op het WK geen kwalificatiewedstrijden, aangezien zij dankzij het organiseren direct tot het hoofdtoernooi werden toegelaten.

## Selectie
| Naam                   | Club                     | W |   |
| ---------------------- | ------------------------ | - | - |
| Keepers                |                          |   |   |
| Jens Lehmann           | Arsenal FC               | 6 | 0 |
| Oliver Kahn            | FC Bayern München        | 1 | 0 |
| Timo Hildebrand        | VfB Stuttgart            | 0 | 0 |
| Verdedigers            |                          |   |   |
| Philipp Lahm           | FC Bayern München        | 7 | 1 |
| Arne Friedrich         | Hertha BSC               | 6 | 0 |
| Per Mertesacker        | Hannover 96              | 6 | 0 |
| Christoph Metzelder    | Borussia Dortmund        | 6 | 0 |
| Robert Huth            | Chelsea FC               | 1 | 0 |
| Marcell Jansen         | Borussia Mönchengladbach | 1 | 0 |
| Jens Nowotny           | Bayer 04 Leverkusen      | 1 | 0 |
| Middenvelders          |                          |   |   |
| Bastian Schweinsteiger | FC Bayern München        | 7 | 2 |
| Bernd Schneider        | Bayer 04 Leverkusen      | 7 | 0 |
| Torsten Frings         | Werder Bremen            | 6 | 1 |
| Tim Borowski           | Werder Bremen            | 6 | 0 |
| Michael Ballack        | FC Bayern München        | 5 | 0 |
| David Odonkor          | Borussia Dortmund        | 4 | 0 |
| Sebastian Kehl         | Borussia Dortmund        | 4 | 0 |
| Thomas Hitzlsperger    | VfB Stuttgart            | 1 | 0 |
| Aanvallers             |                          |   |   |
| Miroslav Klose         | Werder Bremen            | 7 | 5 |
| Lukas Podolski         | 1. FC Köln               | 7 | 3 |
| Oliver Neuville        | Borussia Mönchengladbach | 7 | 1 |
| Gerald Asamoah         | FC Schalke 04            | 1 | 0 |
| Mike Hanke             | VfL Wolfsburg            | 1 | 0 |
| Bondscoach             |                          |   |   |
| Jürgen Klinsmann       |                          |   |   |

## Groep A
Na het teleurstellende EK van 2004 stapte Rudi Völler op als coach van het Duitse team en was het moeilijk een opvolger te vinden. Uiteindelijk werd zijn voormalige teamgenoot in de aanval - maar als coach onervaren - Jurgen Klinsmann de trainer, Joachim Löw diens assistent. De oefencampagne viel tegen,  met nederlagen tegen Slowakije en Turkije. Vlak voor het WK leed Duitsland een kansloze nederlaag tegen Italië. De kritiek op Kinsmann was niet mals, de voetbalbond bleef hem steunen. Opmerkelijkste ingreep van Klinsmann was het passeren van doelman Oliver Kahn ten gunste van de eeuwige reserve Jens Lehmann. De heren stonden niet bekend als vrienden en heel Duitsland hield zijn adem in.
Voor de eerste keer sinds 1970 was niet de wedstrijd van de regerende wereldkampioen de openingswedstrijd, maar die van het organiserende land.. Opvallend doelpuntrijk was de wedstrijd. Vielen in de afgelopen WK's weinig doelpunten in openingswedstrijden, nu vielen er zes. In de eerste wedstrijd tegen Costa Rica speelde Duitsland aanvallend veel sterker dan verdedigend en won met 4-2. Hoogtepunt was een afstandsschot van Torsten Frings. De andere favoriet in deze groep, Polen blameerde zich door met 2-0 van Ecuador te verliezen. Polen had een veldoverwicht, maar kon tot de ultieme slotfase (twee schoten op de paal) weinig uitrichten, Ecuador was in de tegenstoot gevaarlijker.

In de wedstrijd tegen Duitsland herstelde Polen zich qua veldspel en creëerde net als Duitsland veel kansen. Na twee keer geel van Radosław Sobolewski in de 75e minuut was het alleen nog maar eenrichtingsverkeer richting het Poolse doel, uiteindelijk capituleerde de uitblinkende doelman Artur Boruc in de blessure-tijd door een doelpunt van invaller Oliver Neuville. Na het WK werd de Poolse coach Paweł Janas ontslagen. Duitsland en Ecuador plaatsten zich probleemloos voor de achtste finales, Duitsland ging per wedstrijd beter spelen en werd groepswinnaar na een 3-0 zege op Ecuador.
| Land       | Wed | Win | Gel | Ver | DV | DT | +/− | Pnt |
| ---------- | --- | --- | --- | --- | -- | -- | --- | --- |
| Duitsland  | 3   | 3   | 0   | 0   | 8  | 2  | 6   | 9   |
| Ecuador    | 3   | 2   | 0   | 1   | 5  | 3  | 2   | 6   |
| Polen      | 3   | 1   | 0   | 2   | 2  | 4  | –2  | 3   |
| Costa Rica | 3   | 0   | 0   | 3   | 3  | 9  | –6  | 0   |

|                                              |                                   |       |                   |                                                                              |
| 9 juni 2006 «onderlinge duels» 18:00 (UTC+2) | Duitsland                         | 4 – 2 | Costa Rica        | Allianz Arena, München Toeschouwers: 66.000 Scheidsrechter: Horacio Elizondo |
| 9 juni 2006 «onderlinge duels» 18:00 (UTC+2) | Lahm 6' Klose 17', 61' Frings 87' |       | 12', 73' Wanchope | Allianz Arena, München Toeschouwers: 66.000 Scheidsrechter: Horacio Elizondo |

|                                              |       |                            |         |                                                                                 |
| 9 juni 2006 «onderlinge duels» 21:00 (UTC+2) | Polen | 0 – 2                      | Ecuador | Veltins-Arena, Gelsenkirchen Toeschouwers: 65.000 Scheidsrechter: Toru Kamikawa |
| 9 juni 2006 «onderlinge duels» 21:00 (UTC+2) |       | 24' C. Tenorio 81' Delgado |         | Veltins-Arena, Gelsenkirchen Toeschouwers: 65.000 Scheidsrechter: Toru Kamikawa |

|                                               |                |       |       |                                                                                        |
| 14 juni 2006 «onderlinge duels» 21:00 (UTC+2) | Duitsland      | 1 – 0 | Polen | Signal Iduna Park, Dortmund Toeschouwers: 65.000 Scheidsrechter: Luis Medina Cantalejo |
| 14 juni 2006 «onderlinge duels» 21:00 (UTC+2) | Neuville 90+1' |       |       | Signal Iduna Park, Dortmund Toeschouwers: 65.000 Scheidsrechter: Luis Medina Cantalejo |

|                                               |                                          |       |            |                                                                             |
| 15 juni 2006 «onderlinge duels» 15:00 (UTC+2) | Ecuador                                  | 3 – 0 | Costa Rica | Volksparkstadion, Hamburg Toeschouwers: 50.000 Scheidsrechter: Coffi Codjia |
| 15 juni 2006 «onderlinge duels» 15:00 (UTC+2) | C. Tenorio 8' Delgado 54' Kaviedes 90+2' |       |            | Volksparkstadion, Hamburg Toeschouwers: 50.000 Scheidsrechter: Coffi Codjia |

|                                               |         |                            |           |                                                                              |
| 20 juni 2006 «onderlinge duels» 16:00 (UTC+2) | Ecuador | 0 – 3                      | Duitsland | Olympiastadion, Berlijn Toeschouwers: 72.000 Scheidsrechter: Valentin Ivanov |
| 20 juni 2006 «onderlinge duels» 16:00 (UTC+2) |         | 4', 44' Klose 57' Podolski |           | Olympiastadion, Berlijn Toeschouwers: 72.000 Scheidsrechter: Valentin Ivanov |

|                                               |            |       |                  |                                                                         |
| 20 juni 2006 «onderlinge duels» 16:00 (UTC+2) | Costa Rica | 1 – 2 | Polen            | AWD-Arena, Hannover Toeschouwers: 43.000 Scheidsrechter: Shamsul Maidin |
| 20 juni 2006 «onderlinge duels» 16:00 (UTC+2) | Gómez 25'  |       | 33', 66' Bosacki | AWD-Arena, Hannover Toeschouwers: 43.000 Scheidsrechter: Shamsul Maidin |

### Achtste finale
|                     |                  |           |        |                                                                                      |
| 24 juni, 2006 17:00 | Duitsland        | 2 – 0     | Zweden | Allianz Arena, München Toeschouwers: 66.000 Scheidsrechter: Carlos Simon ( Brazilië) |
| 24 juni, 2006 17:00 | Podolski 4', 12' | (details) |        | Allianz Arena, München Toeschouwers: 66.000 Scheidsrechter: Carlos Simon ( Brazilië) |

### Kwartfinale
|                        |                    |            |                   |                                                                                        |
| 30 juni 2006 17:00 uur | Duitsland          | 1 – 1 (nv) | Argentinië        | Olympiastadion, Berlijn Toeschouwers: 72.000 Scheidsrechter: Ľuboš Micheľ ( Slowakije) |
| 30 juni 2006 17:00 uur | Miroslav Klose 80' | (details)  | 49' Roberto Ayala | Olympiastadion, Berlijn Toeschouwers: 72.000 Scheidsrechter: Ľuboš Micheľ ( Slowakije) |

|                                                             |       | strafschoppen                                             |  |
| Oliver Neuville Michael Ballack Lukas Podolski Tim Borowski | 4 – 2 | Julio Cruz Roberto Ayala Maxi Rodríguez Esteban Cambiasso |  |

### Halve finale
|                       |           |            |                                             |                                                                                            |
| 4 juli 2006 21:00 uur | Duitsland | 0 – 2 (nv) | Italië                                      | Westfalenstadion, Dortmund Toeschouwers: 65.000 Scheidsrechter: Benito Archundia ( Mexico) |
| 4 juli 2006 21:00 uur |           | (details)  | 119' Fabio Grosso 121' Alessandro Del Piero | Westfalenstadion, Dortmund Toeschouwers: 65.000 Scheidsrechter: Benito Archundia ( Mexico) |

### Troostfinale
|                       |                                                                        |           |                |                                                                                                 |
| 8 juli 2006 21:00 uur | Duitsland                                                              | 3 – 1     | Portugal       | Gottlieb-Daimler-Stadion, Stuttgart Toeschouwers: 52.000 Scheidsrechter: Toru Kamikawa ( Japan) |
| 8 juli 2006 21:00 uur | Bastian Schweinsteiger 56' Petit 60' (e.d.) Bastian Schweinsteiger 78' | (details) | 88' Nuno Gomes | Gottlieb-Daimler-Stadion, Stuttgart Toeschouwers: 52.000 Scheidsrechter: Toru Kamikawa ( Japan) |

## Wedstrijden gedetailleerd

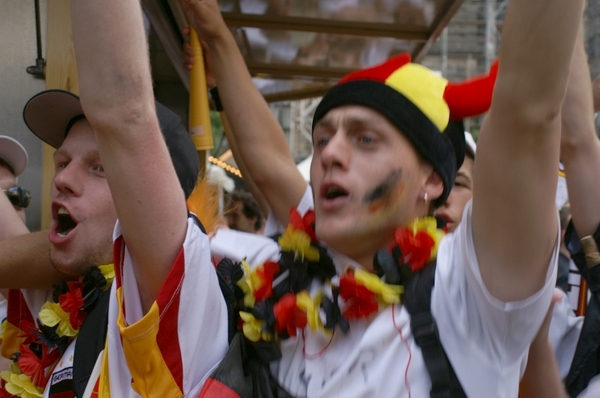
Duitse supporters juichen na de zege op Zweden.

WK voetbal 2006 (Groep A) Duitsland - Costa Rica
WK voetbal 2006 (Groep A) Duitsland - Polen
WK voetbal 2006 (Groep A) Ecuador - Duitsland
WK voetbal 2006 (1/8e finale) Duitsland - Zweden
WK voetbal 2006 (kwartfinale) Duitsland - Argentinië
WK voetbal 2006 (halve finale) Duitsland - Italië
WK voetbal 2006 (troostfinale) Duitsland - Portugal
DFB · A-internationals · Bondscoaches · Duits vrouwenelftal · Olympisch elftal · Duitsland U21 · Duitsland U20 · Duitsland U19 · Duitsland U18 · Duitsland U17 · Duitsland U16 · Vrouwen U17
1905 – 1919 · 
1920 – 1929 · 
1930 – 1939 · 
1940 – 1949 · 
1950 – 1959 · 
1960 – 1969 · 
1970 – 1979 · 
1980 – 1989 · 
1990 – 1999 · 
2000 – 2009 · 
2010 – 2019 · 
2020 – 2029
EK's: 1972 · 
1976 · 
1980 · 
1984 · 
1988 · 
1992 · 
1996 · 
2000 · 
2004 · 
2008 · 
2012 · 
2016 · 
2020 · 
2024
CC: 1999 · 
2005 · 
2017
WK's: 1934 ·
1938 · 
1954 · 
1958 · 
1962 · 
1966 · 
1970 · 
1974 · 
1978 · 
1982 · 
1986 · 
1990 · 
1994 · 
1998 · 
2002 · 
2006 · 
2010 · 
2014 · 
2018 · 
2022
OS: 1912 ·
1928 ·
1936 ·
2016 ·
2020
Albanië ·
Algerije ·
Argentinië ·
Armenië ·
Australië ·
Azerbeidzjan ·
België ·
Bohemen en Moravië ·
Bolivia ·
Bosnië en Herzegovina ·
Brazilië ·
Bulgarije ·
Canada ·
Chili ·
China ·
Colombia ·
Costa Rica ·
Cyprus ·
DDR ·
Denemarken ·
Ecuador ·
Egypte ·
Engeland ·
Estland ·
Faeröer ·
Finland ·
Frankrijk ·
Georgië ·
Ghana ·
Gibraltar ·
GOS ·
Griekenland ·
Hongarije ·
Ierland ·
IJsland ·
Iran ·
Israël ·
Italië ·
Ivoorkust ·
Japan ·
Joegoslavië ·
Kameroen ·
Kazachstan ·
Koeweit ·
Kroatië ·
Letland ·
Liechtenstein ·
Litouwen ·
Luxemburg ·
Malta ·
Marokko ·
Mexico ·
Moldavië ·
Nederland ·
Nieuw-Zeeland ·
Nigeria ·
Noord-Ierland ·
Noord-Macedonië ·
Noorwegen ·
Oekraïne ·
Oman ·
Oostenrijk ·
Paraguay ·
Peru ·
Polen ·
Portugal ·
Roemenië ·
Rusland ·
Saarland ·
San Marino ·
Saoedi-Arabië ·
Schotland ·
Servië ·
Servië en Montenegro · 
Slovenië ·
Slowakije ·
Sovjet-Unie ·
Spanje ·
Thailand ·
Tsjechië ·
Tsjecho-Slowakije ·
Tunesië ·
Turkije ·
Uruguay ·
Verenigde Arabische Emiraten ·
Verenigde Staten ·
Wales ·
Wit-Rusland ·
Zuid-Afrika ·
Zuid-Korea ·
Zweden ·
Zwitserland
Algerije (1982) · 
Algerije (2014) · 
Argentinië (1986) ·
Argentinië (1990) ·
Argentinië (2006) ·
Argentinië (2014) · 
Australië (2010) ·
België (1980) · 
Brazilië (2002) ·
Brazilië (2014) · 
Chili (1982) ·
Costa Rica (2006) ·
Denemarken (1992) ·
Denemarken (2012) · 
Ecuador (2006) ·
Engeland (1966) ·
Engeland (1982) ·
Engeland (2010) ·
Engeland (2021) ·
Frankrijk (2014) · 
Frankrijk (2021) · 
Ghana (2014) ·
Griekenland (2012) · 
Hongarije (1954, 2) ·
Hongarije (2021) ·
Italië (1982) ·
Italië (2006) ·
Italië (2012) · 
Japan (2022) · 
Kroatië (2008) ·
Mexico (2018) ·
Nederland (1974) ·
Nederland (2012) ·
Oekraïne (2016) ·
Oostenrijk (1982) ·
Oostenrijk (2008) ·
Polen (2006) ·
Polen (2008) ·
Polen (2016) ·
Portugal (2006) ·
Portugal (2008) ·
Portugal (2012) ·
Portugal (2014) ·
Portugal (2021) ·
Servië (2010) ·
Sovjet-Unie (1972) · 
Spanje (1982) ·
Spanje (2008) ·
Spanje (2022) ·
Tsjechië (1996, 2) · 
Tsjecho-Slowakije (1976) ·
Turkije (2008) ·
Verenigde Staten (2014) ·
Zuid-Korea (2018) ·
Zweden (2006)
1. ↑  https://www.gva.be/cnt/oid301643
2. ↑  https://duitslandinstituut.nl/artikel/2160/klinsmann-nieuwe-bondscoach
3. ↑  https://www.voetbalzone.nl/doc.asp?uid=23690
4. ↑  https://www.voetbalprimeur.nl/nieuws/67578/klinsmann-op-het-matje-geroepen?itm_source=www.voetbalprimeur.nl&itm_medium=Navigatie%20Pijltjes&experiment=0
5. ↑  https://www.trouw.nl/nieuws/bond-blijft-klinsmann-steunen~b853570b/
6. ↑  https://duitslandinstituut.nl/artikel/1663/genius-lehmann-ziet-droom-bewaarheid
7. ↑  https://timesofmalta.com/articles/view/rivals-kahn-and-lehmann-have-it-all-to-lose.98346
8. ↑  https://www.vi.nl/nieuws/wk-2006-duitsland-opent-in-eigen-land#:~:text=De%20FIFA%20heeft%20gesproken%3A%20Duitsland,de%20openingswedstrijd%20van%20het%20WK.
9. ↑  https://www.vi.nl/nieuws/duitsland-stottert-maar-klopt-costa-rica
10. ↑  https://www.youtube.com/watch?v=GkhpeRRgV84
11. ↑  https://www.trouw.nl/nieuws/wk-ecuador-zorgt-voor-surprise-tegen-polen~bb5ed791/
12. ↑  http://news.bbc.co.uk/sport2/hi/football/world_cup_2006/4852960.stm
13. ↑  https://www.volkskrant.nl/sport/voetbal-coach-polen-weg-beenhakker-in-beeld~ba6a321f9/
14. ↑  https://www.vi.nl/nieuws/duitsland-geeft-ook-ecuador-het-nakijken